# Miloslavić
Miloslavić je autohtono dubrovačko prezime iz  Župe dubrovačke i svi današnji Miloslavići potječu iz Župe. Najveći dio obitelji Miloslavić i živi u Župi, a zadržali su se i na području za koje se smatra da je postojbina klana Miloslavić - mjesto Makoše i zaseok Lapačine. Prvobitno prezime roda je bilo Lapačina i prema njemu se zaselak u Makošama zove Lapačine, odakle Miloslavići potječu. 
Miloslavić je patronimičko prezime koje se javilo u obitelji vjerojatno u 16. stoljeću, prvo kao nadimak, da bi tek u drugoj polovici 18. stoljeća dobilo funkciju pravog prezimena. Miloslavić je izvedenica slavenskog podrijetla, od muškog imena Miloslav, imena koje se vrlo često pojavljivalo u dubrovačkom području sve do kraja 16. stoljleća kada, prodorom svetačkih imena iščezava. Razne varijante tog imena - Miloslav, Milosav, Miljko, Milko, Milislav, Miliša, Mileta, Milin, Miloje i dr. zadržale su se i do danas u mnogim dubrovačkim prezimenima - Milić, Miletić, Milović, Miloković, Miljković, Miličić, Milosav, Milislavić, Milišić, Milunović, Miljević itd.
Napomena: Osobe s prezimenom Miloslavić koje nalazimo u dubrovačkim arhivskim dokumentima u 14. i 15. stoljeću, pa i kasnije, nemaju nikakve genealoške veze s obitelji iz Makoša. To su patronimikoni, tj. oznake očeva imena, a ne prava prezimena. Nastajali su na razim mjestima jer je to ime bilo često.
Miloslavići iz Makoša u zaseoku Lapačine dobili su prezime kasnije, a začetak je, vjerojatno, u osobi Miljka, odnosno Miloslava, iz Makoša, rođenog oko 1525.
Prvi arhivski spomen obitelji ne registrira njezino prezime, ali se nazire korijen prezimena. Godine 1596. Petar Ivanov Kisić osuđen je mjesec dana veslanja na galiji s okovanim nogama kao i da plati tzv. “dorante” Ivanu Miljkovom iz Makoša. Kisić je ranio Ivana Miljkovog pa mu je morao nadoknaditi izgubljenu zaradu za dane koje ovaj zbog ozljede nije mogao raditi. Ivan Miljkov je pripadao rodu Lapačina i najvjerojatnije je da je baš prema njegovom ocu Miljku odnosno Miloslavu i nastalo patronimičko prezime Miloslavić.
Sve do kraja 17. stoljeća obitelj se prati kroz patronimikone, dakle bez oznake prezimena u dokumentima. Tako se Andrija Antunov pojavljuje kao posjednik kuće u Makošama 1663. i 1673. godine. Dana 17.11.1671. godine spominje se Antun Andrijin iz Postranja (Gornja Župa), bez naznačenog prezimena, ali sigurno Lapačina. Svijedoči u parnici koju su Šimun Gleđević i Benedikt Staj pokrenuli protiv seljana petrače zbog krađe. Dana 6.3.1677. Milica, žena Antuna Andrijinog iz Postranja tužila je Stjepana Stjepanovog Keleza da ju je istukao.
Dana 8.2.1685. godine prvi put (koliko je zasad poznato) se u Župskim dokumentima bilježi prezime Lapačina. Benedikt Staj tužio je tada Antuna Lapačinu zbog štete koju mu je na posjedu pričinila njegova stoka.
Odlučujuće dokaze o indetifikaciju obitelji pruža serija sudskih parnica iz 1693. godine, pomoću kojih se može utvrditi kuća u kojoj su živjeli 1673. godine, a koja je u popisu označena na patronimički način, bez prezimena. Tako je dana 24.6.1693. godine pokrenut postupak protiv Andrije Antunovog Lapačine i Antuna Pigina zbog ubojstva Martina Nikolinog Keleza. U toku procesa bilježe se i Andrijina žena Marija te brat Vicko Lapačina. Mjesec dana kasnije, 22.7.1693. godine, Antun Andrijin Lapačina tužio je Vlahušu Nikolinog Keleza jer ga je htio ubiti, a sutradan, 23.7.1693., Miha Vlahušinog i Nikolu Stjepanovog Keleza zbog prijetnji. U parnici se spominju i Antunovi sinovi Andrija i Vicko. Dana 21.9.1693. godine Andrija Antunov Lapačina i njegova majka Milica pokrenuli su spor protiv Lovra Vickovog Kipre iz Postranja (Buića) zbog fizičkog napada.
U tim parnicama spominju se, dakle, pet od šet osoba iz popisa 1673. godine: Antun sin Andrijin, žena Milica, te sinovi Vicko i Andrija. Svi su isključivo Lapačina, a Miloslavić im je patronimički nadimak koji se upotrebljava u govoru naroda, ali ne i u administraciji.
Dana 27.12.1754. godine Vicko Antunov Miloslavić zvani Lapačina usmeno je izrekao svoju posljednju volju u prisustvu svjedoka Luke Puha (Jakobušića) i Tonka Kiprića. U oporuci spominje sinove Luku, svećenika Vicka, Nikolu i Andriju koji živi izvan zemlje. U tom testamentu prvi put se bilježi prezime Miloslavić koje će ubrzo postati glavnim prezimenom obitelji, a prvobitno, Lapačina, dobit će funkciju nadimka koji će postepeno, stvaranjem novih nadimaka, potpuno iščeznuti u 19.stoljeću i zadržati se jedino u ogranku koji je 1743. godine iselio iz Makoša u Broce na poluotoku Pelješcu. Baš postojanje tog ogranka najjači je dokaz da je Lapačina originalno prezime roda, a da je Miloslavić počelo rabiti tek poslije 1743. godine u Makošama, dok se u Brocama konzerviralo staro prezime.

## Nadimci Roda Miloslavić
Kao što je već pomenuto, godine 1673. kuću u Makošama (u zaseoku Lapačine) posjeduje Andrija Antunov, a u kući još žive Andrijin sin Antun, nevjesta Milica te unučad Nike, Vicko i Andrija. Antun i Milica bračni su par od kojeg potječu svi današnji Miloslavići. Pored Vicka i Andrije imali su još jednog sina, Nikolu, rođenog poslije 1673. godine i od ta tri sina dijele se tri grane roda koje i danas postoje.
Od najstarijeg Vicka potječu Miloslavići s nadimkom Ćirko, Grujo i Kipre.
Od srednjeg, Andrije potječu oni s nadimkom Lećak, Mišarin, Mijat i Popov.
Od najmlađeg, Nikole  oni s nadimkom Ćumo, Prigo, Kiso, Loje, Ćuban, Spržo te jedina obitelj koja i danas nosi staro prezime – obitelj Lapačina u Brocama na Pelješcu.

## Istaknuti članovi
Eduard Miloslavić

## Vanjske poveznice
- Miloslavić Home Page  Arhivirana inačica izvorne stranice od 9. svibnja 2007. (Wayback Machine)